# Old Lady 31
Old Lady 31 é um filme mudo do gênero comédia dramática produzido nos Estados Unidos e lançado em 1920.